# Veilinghaven
De Veilinghaven (of Parkhaven) in de Nederlandse stad Utrecht is de voormalige haven van de Utrechtse groenteveiling aan het Merwedekanaal. Rond deze haven is tussen 1997 en 2014 de gelijknamige woonwijk ontwikkeld. Deze wijk telt 950 eengezinswoningen en appartementen en is na Katendrecht in Rotterdam de grootste binnenstedelijke Vinexlocatie van Nederland. 
De buurt Parkhaven vormt het westelijk deel van de Dichterswijk en wordt grofweg afgebakend door de Croeselaan, het Merwedekanaal, de Van Zijstweg en de Heycopstraat/Molenbeekstraat. De bouw is grotendeels gerealiseerd volgens een stedenbouwkundig plan van atelier Quadrat uit 1997 en werd in 2014 afgerond. 

## Architectuur en kunst in woonwijk Parkhaven
Parkhaven bestaat uit eengezinswoningen en appartementen, opgetrokken in rode baksteen. Het vormt een verbinding tussen het stationsgebied en de vooroorlogse buurten ten zuidwesten van de stad Utrecht. Een van de markantste gebouwen is de 'Symfonie', een complex van 46 appartementen die door vier architecten zijn ontworpen.

Parkhaven/Veilinghaven in 2011.

 Hoewel de baksteen steeds dezelfde is, variëren metselwijzen en raampartijen. In het verlengde van de Symfonie is het complex 'Sonate' in dezelfde stijl gebouwd. In de architectuur zijn vele verwijzingen en citaten van de zogenaamde jaren 30-bouwstijl te vinden die naadloos aansluiten bij de architectuur van Dichterswijk-West. De woonwijk trekt architectuurliefhebbers uit binnen- en buitenland. De wijk wordt voorts gekenmerkt door hoogteverschillen. Zo liggen alle woningen boven straatniveau dankzij trapjes, heuvels en grote plantenbakken. De haven zelf en de kade liggen weer onder straatniveau.
De toegang tot de wijk wordt vanaf de Croeselaan gevormd door een plantsoen. Tussen de diverse typen woningen zijn allerhande plantsoenen aangelegd en er is een grote semi-openbare binnentuin. Aan de Heycopstraat is een park en een speeltuin aangelegd. In dit deelgebied bevinden zich ook een Cruyff Court en de basisschool De Kleine Dichter met haar bijzondere architectuur. De historische Veilinghaven wordt aan de andere zijde omzoomd door het Merwedepark langs het Merwedekanaal naar de Balijebrug. Een bijzonder element van het Merwedepark is een moeraszone met typerend dieren- en plantenleven.

In en rondom de Veilinghaven zijn in 2012 dertien betonnen sculpturen geplaatst van de Utrechtse kunstenaar Ruud Kuijer. De bewoners in de wijk zijn actief betrokken geweest bij de totstandkoming van de kunstwerken, onder andere door het aanleveren van voorwerpen die voor hen persoonlijk betekenisvol waren. Het werk van Kuijer is ook elders in de stad Utrecht te zien, onder andere de reeks 'Waterwerken' langs het Amsterdam-Rijnkanaal.

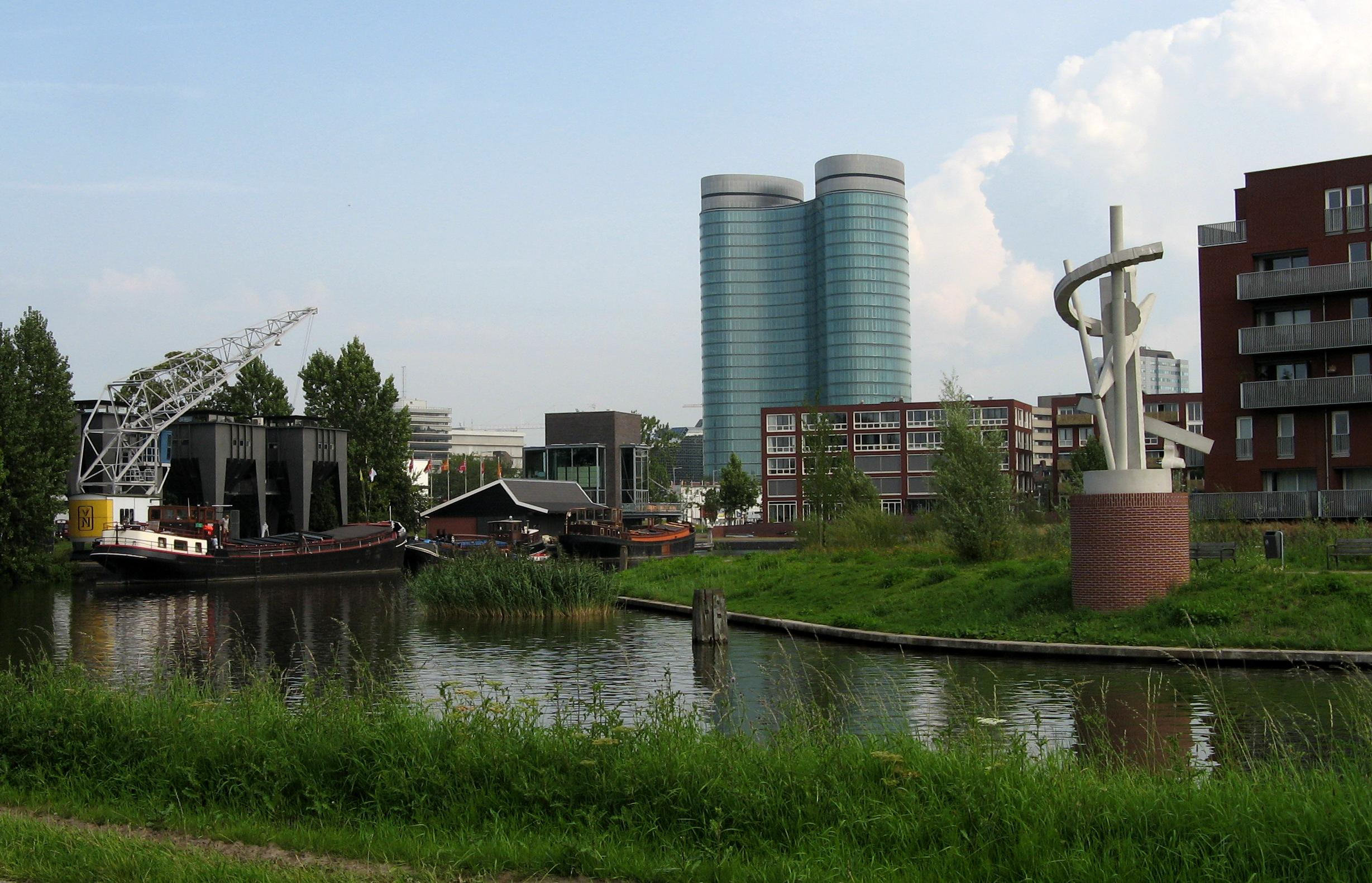
Merwedekanaal en ingang naar de Veilinghaven, met rechts kunstwerk van Ruud Kuijer en links 'U-trechters'

## De Veilinghaven en statenjacht 'De Utrecht'
Het deel van de oude Veilinghaven dat behouden is gebleven, is dankzij de Initiatiefgroep Historische Haven Utrecht (IHHU) een museumhaven met ligplaatsen voor historische bewoonde schepen geworden. Het oorspronkelijke industriële karakter van de haven is naast de schepen ook terug te zien in een gerestaureerde loskraan en vier zand- en grindtrechters. Deze door Studio NL-D ontworpen 'U-Trechters' zijn te huur als locatie voor bijeenkomsten en events. De nieuwgebouwde havenpost huisvest een restaurant. Het ontwerp is van Architectuurbureau Sluijmer en Van Leeuwen. Aan de Veilinghavenkade zijn ook meerdere horecagelegenheden gecreëerd. De Veilinghaven is verder de thuishaven van het statenjacht 'De Utrecht'. Dit jacht is een nauwkeurige historische reconstructie van een 18e-eeuws admiraliteitsjacht. Het is tussen 1997 en 2003 op ambachtelijke wijze gebouwd, op basis van originele tekeningen uit 1746. De belangrijkste doelstelling bij de bouw was het bieden van scholing en werkgelegenheid aan jonge mensen met afstand tot de arbeidsmarkt. Tweede doelstelling was het doen van onderzoek naar scheepsbouwmethoden uit de 17e en 18e eeuw.

## Sport en recreatie
De Veilinghaven was enkele jaren de locatie van de Triathlon Utrecht en begin- en eindpunt van Utrecht Marathon. De haven is ook de uitvalsbasis voor de Utrechtse wielervereniging, die regelmatig evenementen organiseert in en rondom de haven. De historische tjalk 'De Jonge Koop van Utrecht' aan de Veilinghavenkade is de thuisbasis van sloeproeivereniging Roeiploeg Utrecht, de voormalige roeiploeg van de Hogeschool Utrecht. De jaarlijkse sloeproeirace in de grachten van Utrecht (RonDom) heeft de Veilinghaven als start- en finishlocatie.
In de zomer wordt er in de Veilinghaven gezwommen en in de winter kan er, als het weer het toelaat, in de haven worden geschaatst. Het Merwedepark is een populaire stek voor hardlopers, vissers, vogelaars en wandelaars.

## Geschiedenis van het gebied
Het betreffende gebied maakte in de middeleeuwen deel uit van buitengerecht Buiten Catharijne of Lijnpad, genoemd naar het gelijknamige kronkelige pad. Dit pad verdween nadat de tuinders in het betreffende gebied kort na 1661 een grachtenstelsel lieten graven voor de afvoer van hun producten. Ook de oorspronkelijke middeleeuwse polders tussen de stadsbuitengracht en de Blekersgracht gingen daarbij op de schop. Alleen de huidige Van Zijstweg en enkele percelen aan de zuidwestzijde van het Merwedekanaal volgen thans nog de middeleeuwse oriëntatie van de kavels. Tot aan het begin van de 20e eeuw behield het gebied overigens zijn tuinbouwfunctie.
Inmiddels was wel in 1892 het Merwedekanaal geopend, maar het zou nog dertig jaar duren voordat het terrein tussen Croeselaan en dit kanaal bestemd werden voor zowel woningbouw als havenontwikkeling.

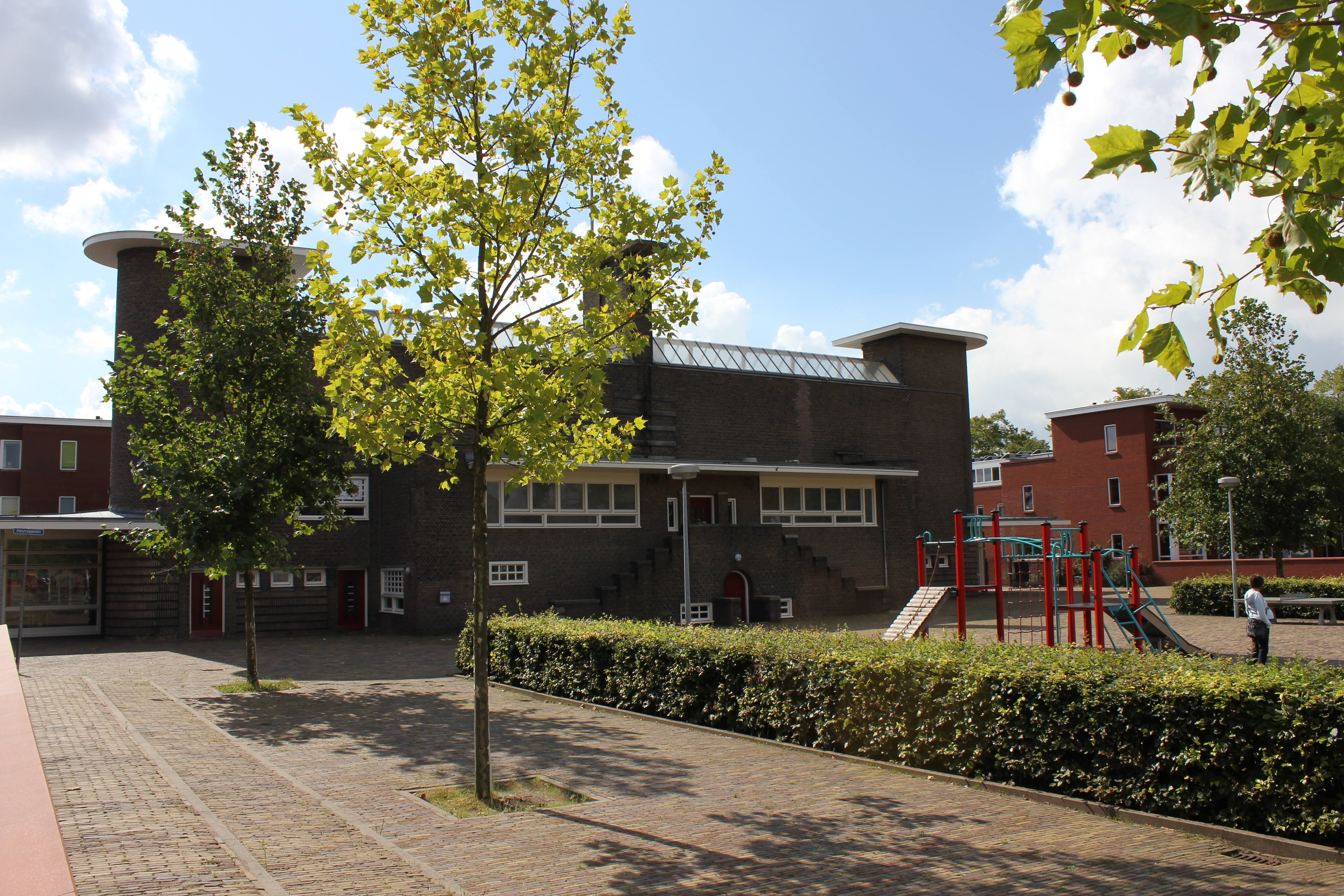
Voormalig veilinggebouw aan het Heycopplein, nu gemeentelijke monument

De Veiling- en Veemarkthaven in deze buurt waren oorspronkelijk ruim vier keer zo groot als de huidige 'historische haven' van Parkhaven. Ze werden aangelegd nadat aan het begin van de 20e eeuw de groenteveiling en veemarkten de Utrechtse binnenstad waren ontgroeid. De veehandel verhuisde in 1928 van het Vredenburg naar het nieuwe haventerrein ten westen van de Croeselaan. In 1932 volgde de groentemarkt.
De kade van de Veilinghaven reikte aanvankelijk in het zuiden tot aan de Bijleveldstraat en Molenbeekstraat. Uit deze tijd dateert de monumentale voorgevel van het Gebouw voor Groenten- en Vruchtenveilingen (Johannes Izak Planjer, 1928), thans sporthal De Halter aan het Heycopplein.
Aan de noordzijde lag de Veemarkthaven. Deze iets kleinere haven was gescheiden van de Veilinghaven door een spoorlijntje dat via twee hefbruggen was verbonden met het goederenemplacement van de Nederlandse Spoorwegen. Een van deze hefbruggen is bewaard gebleven in een parkje bij de Hubert Pootstraat.
Reeds 25 jaar na de aanleg werden de uiterste delen van beide havens weer gedempt. In het noorden werd de Veemarkthaven gehalveerd, zodat er ruimte vrijkwam voor een parkeerterrein (en later Hal 7) van de Jaarbeurs. In het zuiden werd het deel van de Veilinghaven ten zuiden van de huidige Heycopstraat dichtgegooid. In deze periode werd het nog grotendeels open terrein aan de Jekerstraat (het deel dat in 2002 is herdoopt tot Voorsterbeeklaan) volgebouwd met loodsen, garages en werkplaatsen. Begin jaren zestig werd het volgende deel van de Veilinghaven gedempt, waarbij de haven nagenoeg haar huidige omvang bereikte.
Na het vertrek van de veemarkt en van de groente- en fruitveiling rond 1970 kwamen de terreinen en gebouwen beschikbaar voor de Jaarbeurs in het noorden en gemeentewerven en kleinschalige industrie in het zuiden. Langs het kanaal lag groothandel Burgman. Het gebied verrommelde en in de jaren negentig werd besloten tot herbestemming van het bedrijventerrein als woongebied.
De Veemarkthaven verdween kort na 1990 geheel toen de Van Zijstweg rechtgetrokken werd. De Van Zijstweg volgt sinds die ingreep vrijwel exact het oorspronkelijke Kleine Lijnpad. Bij de recente plannen om een busbaan langs de Van Zijstweg aan te leggen zal het oudste woonhuis in het gebied, een hovenierswoning uit het laatste kwart van de 19e eeuw (Van Zijstweg 51) behouden blijven.